# Самарийпентаникель
Самарийпентаникель — бинарное неорганическое соединение никеля и самария с формулой Ni5Sm, кристаллы.

## Получение
- Сплавление стехиометрических количеств чистых веществ:

{\displaystyle {\mathsf {5Ni+Sm\ {\xrightarrow {1430^{o}C}}\ Ni_{5}Sm}}}

## Физические свойства
Самарийпентаникель образует кристаллы гексагональной сингонии, пространственная группа P 6/mmm, параметры ячейки a = 0,4924 нм, c = 0,3974 нм, Z = 1, структура типа пентамедькальция CaCu5.
Соединение конгруэнтно плавится при температуре 1430°С.